# Santosius antiquus
Santosius antiquus es una especie extinta del género monotípico de peces perciformes de agua dulce Santosius, de la familia Percichthyidae, cuyos representantes vivientes son denominados comúnmente percas o truchas criollas. Solo es conocida sobre la base del registro fósil de sus restos, exhumados en el centro-este de Brasil.

## Taxonomía
Esta especie fue descrita originalmente en el año 1898 por el paleontólogo Arthur Smith Woodward bajo el nombre científico de Percichthys antiquus. El género Santosius fue descrito originalmente en el año 1982 por la paleontóloga Gloria F. Arratia.
Localidad tipo
La localidad tipo referida es: “Horizonte del Plioceno de Taubaté y Tremembé, estado de São Paulo, Brasil”.
Holotipo
El ejemplar holotipo es el catalogado como: SMF P726a y P726, una muestra imperfecta carente de porciones dorsal y caudal. Fue depositado en el mayor museo de historia natural de Alemania, el Museo Senckenberg de Historia Natural, en la ciudad de Fráncfort. Además de los nombrados, se han localizado numerosos ejemplares de esta especie. 
Etimología
Etimológicamente el término genérico Santosius es un epónimo que refiere al apellido de la persona a quien fue dedicado, el paleontólogo brasileño R. Da Silva Santos. El epíteto específico antiquus es una palabra en griego que significa ‘antiguo’. 
Edad atribuida
La Formación Tremembé es una unidad lacustre de la cuenca de Taubaté,
En la porción oriental del estado de São Paulo. Sus estratos fueron depositados durante la transición Oligoceno Superior – Mioceno Inferior (30-25 Ma), aunque para el estrato portador de esta especie fue postulada una edad del Terciario Superior (Eoceno-Oligoceno?).
Caracterización y relaciones filogenéticas
El tamaño probable estimado va desde los 11 a los 20 cm; el cráneo representa algo más de un tercio de longitud total del cuerpo. El borde posterior del preopérculo se encuentra finamente serrado. Posee de 32 a 35 vértebras: 14 a 15 abdominales y 18 a 20 caudales. La aleta dorsal posterior muestra 12 radios; la aleta pectoral de 12 a 13. El origen de la aleta anal se encuentra casi opuesto al de la aleta dorsal posterior; el borde posterior de la aleta caudal está truncado. Las escamas son ctenoides con unos 7 cantos que irradian hacia el borde apical.
El principal carácter genérico que diferencia al género Santosius de Percichthys reside en el mayor tamaño de los huesos infraorbitales y lacrimal. El bajo número de vértebras es compartido con Percichthys hondoensis.
También se diferencian en la forma de los huesos epurales de la aleta caudal, los que en Santosius son delgados y alargados, en cambio en Percichthys el primero es el más largo y grueso, grosor que aumenta hacia la parte proximal. Otra diferencia se encuentra en la forma del hueso preopercular, el ángulo formado por las ramas vertical y horizontal es mayor que 90° (próximo a 110°), mientras que en  Percichthys predomina un ángulo de 90° o muy poco mayor.